# Golfe nos Jogos Olímpicos de Verão da Juventude de 2018
As competições de golfe nos Jogos Olímpicos de Verão da Juventude de 2018 ocorreram entre 9 e 15 de outubro em um total de três eventos. As competições aconteceram no Hurlingham Club, em Buenos Aires, Argentina.
Um total de 64 golfistas, sendo 32 de cada gênero, competiram nos Jogos nas provas individuais masculina e feminina e no evento por equipes mistas.

## Calendário
| Outubro | 6 | 7 | 8 | 9 | 10 | 11 | 12 | 13 | 14 | 15 | 16 | 17 | 18 |
| ------- | - | - | - | - | -- | -- | -- | -- | -- | -- | -- | -- | -- |
| Golfe   |   |   |   |   |    | 2  |    |    |    | 1  |    |    |    |

|  | Dia de competição |  | Dia de final |

## Medalhistas
| Evento                        | Ouro                                                | Prata                                    | Bronze                                                |
| ----------------------------- | --------------------------------------------------- | ---------------------------------------- | ----------------------------------------------------- |
| Individual masculino detalhes | Karl Vilips AUS Austrália                           | Akshay Bhatia USA Estados Unidos         | Jerry Ji NED Países Baixos                            |
| Individual feminino detalhes  | Grace Kim AUS Austrália                             | Alessia Nobilio ITA Itália               | Emma Spitz AUT Áustria                                |
| Equipes mistas detalhes       | Atthaya Thitikul Vanchai Luangnitikul THA Tailândia | Lucy Li Akshay Bhatia USA Estados Unidos | Ela Anacona Mateo Fernández de Oliveira ARG Argentina |

## Quadro de medalhas
| Ordem | País               | Medalha de ouro | Medalha de prata | Medalha de bronze |   |
| ----- | ------------------ | --------------- | ---------------- | ----------------- | - |
| 1     | AUS Austrália      | 2               |                  |                   | 2 |
| 2     | THA Tailândia      | 1               |                  |                   | 1 |
| 3     | USA Estados Unidos |                 | 2                |                   | 2 |
| 4     | ITA Itália         |                 | 1                |                   | 1 |
| 5     | ARG Argentina      |                 |                  | 1                 | 1 |
|       | AUT Áustria        |                 |                  | 1                 | 1 |
|       | NED Países Baixos  |                 |                  | 1                 | 1 |
| TOTAL | TOTAL              | 3               | 3                | 3                 | 9 |